# 7633 Volodymyr
7633 Volodymyr là một tiểu hành tinh vành đai chính với chu kỳ quỹ đạo là 1503.1386161 ngày (4.12 năm).
Nó được phát hiện ngày 21 tháng 10 năm 1982.